# 화비 홍씨
화비 홍씨(和妃 洪氏, ? ~ ?)는 고려의 제28대 왕 충혜왕의 후궁(제 3비)로, 본관은 남양(南陽)이다.

## 생애

### 가계
증조부는 고려와 몽고의 장기전 때 몽고 측에 투항한 홍복원의 동생인 추밀원부사(樞密院副使) 홍백수(洪百壽)이시며, 조부는 찬성사(贊成事) 홍선(洪詵)이며, 부친은 익성부원군(益城府院君) 홍탁(洪鐸)이고, 외조부는 길창부원군(吉昌府院君) 권준(權準)이다. [ 趙從耘(1607∼1683)의 氏族源流 南陽洪氏 ]
충숙왕의 제5비인 수비 권씨는 그녀의 외사촌이며, 훗날 반란을 일으킨 조일신은 홍씨의 매부다.

### 후궁 책봉
1342년(충혜왕 복위 3년) 음력 2월 홍씨(洪氏)를 화비(和妃)로 봉하고 그를 데려오려고 하니, 이때 화비보다 2년 앞서 입궁한 궁인 임씨가 이를 질투하므로 임씨를 책봉하여 은천옹주(銀川翁主)로 삼아서 그녀의 뜻을 위로해 주었는데, 당시에 ‘사기옹주(砂器翁主)’라고 일컬었다.
화비가 책봉될 때 그녀의 아버지인 홍탁은 경상도진변사(慶尙道鎭邊使)로 있었는데, 충혜왕이 그의 딸이 아름답다는 소문을 듣고 홍탁에게 옷과 술을 내려주고, 화비로 책봉한 것이었다.

### 후궁 시절
화비는 책봉된 후 재상 윤침(尹忱)의 집에서 살았다. 충혜왕이 화비에게 갈 때 왕래를 편하게 하기 위함이었으나, 충혜왕의 사랑은 며칠이 지나지 않아 끊어지고 말았다.
《고려사》〈세가〉 편에는 충혜왕이 이듬해인 1343년(충혜왕 복위 4년) 음력 2월과 음력 7월에도 화비에게 갔다는 기록이 있다.
그녀의 생몰년이나 능에 대한 기록은 남아있는 것이 없으며, 소생은 없었다.

## 가족 관계
- 아버지 : 홍탁(洪鐸, 1295~1356)
- 어머니 : 권씨(權氏)
  - 오빠 : 홍상재(洪尙載, ?~1391)
  - 제부 : 소부윤(少府尹) 조흥문(趙興門,？∼1352) 일명 조일신
  - 남동생 : 홍혜찬(洪惠贊)
  - 남동생 : 홍개도(洪開道, ?~1359)
  - 남동생 : 홍창도(洪昌道)
  - 제부 : 재신(宰臣) 원귀수(元龜壽)
  - 제부 : 밀직부사(密直副使) 염대유(廉大有)
- 시아버지 : 제27대 충숙왕(忠肅王, 1294~1339, 재위:1313~1330, 1332~1339)
- 시어머니 : 공원왕후(恭元王后, 1298~1380)
  - 남편 : 제28대 충혜왕(忠惠王, 1315~1344, 재위:1330~1332, 1339~1344)